# Hakoah Sport Club
L'Hakoah Sport Club, meglio conosciuto come Toronto Hakoah, era una squadra canadese di calcio con sede a Toronto, Ontario.

## Storia
La squadra venne fondata a Toronto nel 1963 come espressione della locale comunità ebraica. Nello stesso anno si iscrisse alla NSL.
Nella stagione 1963 ottenne il secondo posto nella regular season, raggiungendo poi la finale playoff, persa contro i concittadini del Toronto Ukraina. L'anno seguente il club provò ad iscriversi nella professionistica Eastern Canada Professional Soccer League, non riuscendovi e dovendo così spostarsi nella dilettantistica Ontario Soccer League, sotto la guida di Ostap Steckiw.
Nella stagione 1965 torna a giocare nella NSL, ottenendo nuovamente il secondo posto in campionato ma questa volta prevalendo sull'Ukraina nella finale playoff. Al termine della vittoriosa  stagione l'Hakoah si ritirò dalla lega chiudendo la propria attività agonistica.

## Palmarès
- NSL: 1

1965